# Yusuf Kurtuluş
Yusuf Kurtuluş (* 15. September 1986 in Of) ist ein türkischer Fußballspieler.

## Karriere

### Vereinskarriere
Yusuf Kurtuluş begann mit dem Vereinsfußball in der Jugendabteilung von Trabzonspor. Im Sommer 2004 wurde er auf Wunsch des damaligen Trainers der Profis, Ziya Doğan, mit einem Profivertrag an den Verein gebunden. Er spielte eine Spielzeit weiterhin für die Reservemannschaft und verbrachte dann zwei Spielzeiten als Leihgabe bei Darıca Gençlerbirliği.
Zur Spielzeit 2007/08 kehrte er zu Trabzonspor zurück und absolvierte bis zur Winterpause ein Spiel für die Profimannschaft. Den Rest dieser Spielzeit verbrachte er als Leihgabe beim Erstligisten Konyaspor.
Im Sommer 2008 wechselte er samt Ablöse zum Erstligisten Denizlispor. Hier spielte er nur bis zur Winterpause und wechselte zum Zweitligisten Giresunspor.
Für die Saison 2009/10 einigte er sich mit seinem ehemaligen Verein Konyaspor. Hier erreichte er mit seiner Mannschaft zum Saisonende den Sieg der Play-offs in der TFF 1. Lig und damit den indirekten Aufstieg in die Süper Lig. Weil sein Vertrag mit Konyaspor nicht verlängert wurde, verließ er den Verein nach einem Jahr und ging zum Zweitligisten Kayseri Erciyesspor.
Im Sommer 2011 einigte er sich mit dem neuen Zweitligisten Elazığspor und kam hier als Ergänzungsspieler zu regelmäßigen Einsätzen. Am vorletzten Spieltag schaffte man den sicheren Aufstieg in die Süper Lig.
Mit dem Auslauf seines Vertrags zum Sommer 2012 verließ er den Verein und wechselte zum neuen Zweitligisten Adana Demirspor. Zum Sommer 2013 wechselte Kurtuluş zum neuen Zweitligisten Ankaraspor bekanntgegeben. Ausschlaggebend für diesen Wechsel war die Tatsache, dass Osman Özköylü, sein Trainer aus seiner Zeit bei Elazığspor, nun Ankaraspor trainierte.
Zur Rückrunde der Saison 2013/14 wechselte er zum Drittligisten Altay Izmir. Am Saisonende verließ der diesen Klub und zog zum Zweitligisten Orduspor weiter.
Im Frühjahr 2015 wechselte er zum Drittligisten Tepecikspor.

## Erfolge
Mit Konyaspor
- Playoff-Sieger der TFF 1. Lig und Aufstieg in die Süper Lig: 2009/10

Mit Elazığspor
- Meister der TFF 2. Lig und Aufstieg in die TFF 1. Lig: 2010/11
- Vizemeister der TFF 1. Lig und Aufstieg in die Süper Lig: 2011/12